# Peklenik
Peklenik je priimek več znanih Slovencev:
- Janez Peklenik (1926—2016), inženir strojništva, 36. rektor Univerze v Ljubljani
- Mija (Marija) Peklenik, prevajalka